# Nathan Burns
Nathan Burns (sinh ngày 7 tháng 5 năm 1988) là một cầu thủ bóng đá người Úc.

## Đội tuyển bóng đá quốc gia Úc
Nathan Burns thi đấu cho đội tuyển bóng đá quốc gia Úc từ năm 2007.

## Thống kê sự nghiệp
| Đội tuyển bóng đá Úc | Đội tuyển bóng đá Úc | Đội tuyển bóng đá Úc |
| Năm                  | Trận                 | Bàn                  |
| -------------------- | -------------------- | -------------------- |
| 2007                 | 1                    | 0                    |
| 2008                 | 1                    | 0                    |
| 2009                 | 0                    | 0                    |
| 2010                 | 2                    | 0                    |
| 2011                 | 3                    | 0                    |
| 2012                 | 0                    | 0                    |
| 2013                 | 0                    | 0                    |
| 2014                 | 0                    | 0                    |
| 2015                 | 11                   | 2                    |
| 2016                 | 6                    | 1                    |
| Tổng cộng            | 24                   | 3                    |

### Bàn thắng quốc tế
Tính đến ngày 24 tháng 3 năm 2016
| #  | Ngày                | Địa điểm                    | Đối thủ    | Bàn thắng | Kết quả | Giải đấu                 |
| -- | ------------------- | --------------------------- | ---------- | --------- | ------- | ------------------------ |
| 1. | 3 tháng 9 năm 2015  | Perth Oval, Perth, Úc       | Bangladesh | 4–0       | 5–0     | Vòng loại World Cup 2018 |
| 2. | 24 tháng 3 năm 2016 | Adelaide Oval, Adelaide, Úc | Tajikistan | 4–0       | 7–0     | Vòng loại World Cup 2018 |
| 3. | 24 tháng 3 năm 2016 | Adelaide Oval, Adelaide, Úc | Tajikistan | 7–0       | 7–0     | Vòng loại World Cup 2018 |